# Décembre 1841
Cette page présente les faits marquants du mois de décembre 1841.

## Événements
- 11 décembre : le tribunal d'Évreux condamne Mme Louis de Gobineau à six ans de réclusion, cent francs d'amende et exposition publique.

- 20 décembre :
  - Convention franco-britannique concernant le droit de visite des navires.
  - France : L'Union catholique publie un article de Gobineau, « La Grèce depuis 1833 », dont la suite paraîtra dans le même journal les 20, 26 et 27 décembre 1841 et 17 janvier 1842.

- 23 décembre : Alexis de Tocqueville est élu à l'Académie française en remplacement de Jean-Girard Lacuée de Cessac, qui fut ministre, de 1810 à 1813, de l'administration de la guerre sous l'Empire.

- 27 décembre, France : ouverture de la session parlementaire de 1842.

- 28 décembre, France : à la Chambre, Paul Jean Pierre Sauzet est réélu président par 193 voix contre 64 à Alphonse de Lamartine.

## Naissances
- 6 décembre : Frédéric Bazille, peintre français († 28 novembre 1870).
- 20 décembre : Joseph-Marius Cabasson, peintre aquarelliste français († 4 août 1920).